# Marta Gómez Lahoz
Marta Gómez Lahoz (Madrid, 1967) és una política i funcionària espanyola, regidora de l'Ajuntament de Madrid des de 2015.
Nascuda el 1967 a Madrid, es va llicenciar en Matemàtiques per la Universitat Autònoma de Madrid (UAM) i va obtenir un grau de llicenciada en Oceanografia, Climatologia i mecànica de fluids a la Universitat d'Alcalá de Henares. És funcionària de l'ens públic empresarial Ports de l'Estat, on va arribar a ocupar el lloc de Cap de Departament i on ha gestionat projectes relacionats amb el I+D+i.
Va participar en moviments socials en la defensa dels serveis públics, com la Plataforma Contra la Privatització del Canal d'Isabel II i la Marea Blava, i també va formar part del moviment 15-M des dels seus inicis. Impulsora del cercle de Podem a San Blas-Canillejas, es va presentar al número 11 de la llista d'Ara Madrid per a les eleccions municipals de 2015 a Madrid. Elegida regidora, després de la investidura de Manuela Carmena com a alcaldessa el 13 de juny de 2015, Gómez va ser nomenada regidora-presidenta dels districtes de Barajas i de San Blas-Canillejas. Al novembre de 2018 va ser suspesa de militància en Podem al costat dels regidors del grup municipal d'Ara Madrid Rita Maestre, Esther Gómez, Jorge García Castaño, José Manuel Calvo i Paco Pérez després de negar-se a concórrer a les primàries internes de Podem per a determinar els membres del partit que després s'integrarien a la llista anunciada de la plataforma Més Madrid que lideraria Manuela Carmena de cara a les eleccions municipals de maig de 2019. Després de la ruptura entre Podem i Més Madrid, va ser inclosa al número 8 de la llista de Més Madrid per a les municipals i va renovar la seva acta de regidora.